# VC Linkeroever
VC Linkeroever was een Belgische voetbalclub uit Linkeroever in Antwerpen. De club is aangesloten bij de KBVB met stamnummer 1636 en heeft wit en zwart als clubkleuren.

## Geschiedenis
De club werd in 1930 in Zwijndrecht opgericht als Sparta Zwijndrecht FC. De club bleef in de provinciale reeksen spelen. In 2002 fusioneerde de club met het nabijgelegen Sint-Anneke Sport, aangesloten bij de KBVB met stamnummer 7160. Beide clubs speelden op dat moment in dezelfde reeks in Tweede Provinciale. De fusieclub speelde verder als Sparta Linkeroever FC onder stamnummer 1636 van Zwijndrecht en ging op de terreinen op Linkeroever spelen.
In 2013 werd de clubnaam gewijzigd in VC Linkeroever.
In 2014 werd de club failliet verklaard.

## Bekende (ex-)spelers
- Karim Bachar
- Koni De Winter (jeugd)
- Charni Ekangamene (jeugd)
- David Iboma (jeugd)
- Musa Kanu (2008-2009)
- Jef Van Gool (1970-1973)